# 중구 (대구광역시)
중구(中區)는 대구광역시 가운데 있는 구로, 대구광역시청 소재지이다. 면적이 대구광역시에서 가장 작다. 대구광역시 최대의 시장인 서문시장이 있는 대신동과 성내동 관할의 태평로, 동성로, 종로, 봉산동 등은 대부분 중심 상업 지구이며, 남산동과 대봉동, 달성동 일대에만 전형적인 주거지를 볼 수 있다. 이로 인해 인구는 75,841명으로 대구광역시에서 가장 적다.
중구는 조선 선조 34년(1601년) 경상감영이 현 포정동에 설치되면서, 경상도의 행정, 산업, 군무의 중심지로 형성되었고 현재도 경상북도, 대구광역시의 심장부로서의 역할을 수행하고 있다.

## 역사
- 1953년 4월 1일 경상북도 대구시 중부출장소(동인동1가 외 16개동), 종로출장소(덕산동 외 37개동)를 설치하였다.[4]
- 1963년 1월 1일 구제 실시로 중부·종로출장소를 통합하여 중구로 승격하였다.[5] (54법정동)
- 1964년 7월 1일 북구 태평로3가를 중구에 편입하였다.[6] (55법정동)
- 1965년 2월 1일 동 행정구역 개편을 시행하여 13행정동으로 통·폐합하였다.[7]

13행정동 - 동인1·2가동, 동인3가동, 동인4가동, 삼덕1·2가동, 삼덕3가동, 봉산동, 동성동, 남성동, 종로동, 북성동, 서성동, 대신동, 달성동
- 1965년 2월 2일 달성공원 종합조성계획을 확정하였다.[8]
- 1970년 7월 1일 행정동 봉산동을 봉산1동, 봉산2동으로 분동하였다.[9] (14행정동)
- 1970년 5월 달성공원 종합문화관, 동물원 조성을 완료하고, 공원 내에 이상화 시비, 관풍루, 천도교 최제우 동상을 안치하였다.
- 1970년 10월 구 경상감영 자리에 중앙공원(현 경상감영공원)을 조성하였다.
- 1975년 10월 1일 봉산1동, 봉산2동을 봉산동으로 합동하고, 행정동 대신동을 대신1동, 대신2동으로 분동하였다.[10]
- 1980년 4월 1일 남구 남산동 일원(남산1동, 남산2동), 대봉동 일부(대봉1동, 대봉3동→대봉2동), 대명동 일부(대명4동→남산3동, 대명6동→남산4동)를 편입하고[11], 종로동을 폐지하여 그 관할구역을 동성동과 북성동에 분할하였다.[12] (19행정동 57법정동)
- 1981년 5월 16일 동인동2가 1번지(현 시청 주차장)에서 동인동2가 78번지(현 국채보상운동기념공원)로 구청사를 이전하였다.[13]
- 1981년 7월 1일 대구직할시 중구로 승격하였다.[14]
- 1988년 5월 1일 자치구로 승격하였다.[15]
- 1991년 4월 15일 지방자치제 실시로 구의회를 개원하였다.
- 1995년 1월 1일 대구광역시 중구로 개칭하였다.
- 1998년 9월 14일 동인1·2가동, 동인4가동을 동인1·2·4가동으로, 삼덕1·2가동, 삼덕3가동을 삼덕동으로, 봉산동, 동성동을 성내1동으로, 남성동, 북성동을 성내2동으로, 서성동, 달성동을 성내3동으로, 대신1동, 대신2동을 대신동으로 각각 합동하였다.[16] (13행정동)
- 1999년 6월 1일 동인동2가 177-4번지로 구청사를 이전하였다.[17]
- 2011년 7월 4일 동인1·2·4가동, 동인3가동을 동인동으로 합동하였다.[18] (12행정동)

## 지리
중구는 분지 형상인 대구의 중앙 저지대에 도심이 형성되어 동편에 흐르는 신천을 경계로 동구, 수성구로 나뉘며 명덕로를 경계로 남구, 달성공원 서편 기슭과 비산동 동편을 경계로 서구, 달서구와 나뉘고, 대구역의 동서로 뻗은 경부선 선로를 따라 북구 칠성동과 경계를 이루고 있다. 중구는 동·서·남·북·수성·달서구에 둘러싸인 대구광역시의 중심 지역에 위치하고 있다.

## 행정 구역
통계치는 2020년 12월 31일 기준이다.

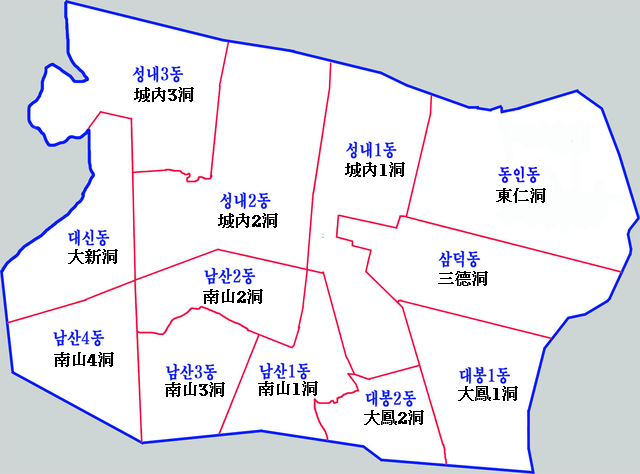

| 행정동  | 한자    | 면적 (km2) | 세대   | 인구 (명) |
| ------- | ------- | ---------- | ------ | --------- |
| 동인동  | 東仁洞  | 0.99       | 5,061  | 8,525     |
| 삼덕동  | 三德洞  | 0.64       | 4,101  | 6,736     |
| 성내1동 | 城內1洞 | 0.90       | 3,423  | 4,675     |
| 성내2동 | 城內2洞 | 0.76       | 2,925  | 4,591     |
| 성내3동 | 城內3洞 | 0.79       | 2,543  | 5,158     |
| 대신동  | 大新洞  | 0.52       | 3,387  | 8,094     |
| 남산1동 | 南山1洞 | 0.39       | 2,838  | 5,097     |
| 남산2동 | 南山2洞 | 0.38       | 2,236  | 4,323     |
| 남산3동 | 南山3洞 | 0.40       | 3,074  | 7,041     |
| 남산4동 | 南山4洞 | 0.45       | 4,906  | 11,859    |
| 대봉1동 | 大鳳1洞 | 0.59       | 3,366  | 7,654     |
| 대봉2동 | 大鳳2洞 | 0.25       | 1,251  | 2,394     |
| 중구    | 中區    | 7.06       | 39,111 | 76,547    |

## 인구
- 중구(에 해당하는 지역)의 연도별 인구 추이[21]

| 연도   | 총인구    |  | 비고                                     |
| ------ | --------- |  | ---------------------------------------- |
| 1966년 | 163,298명 |  |                                          |
| 1970년 | 148,667명 |  |                                          |
| 1973년 | 144,233명 |  |                                          |
| 1976년 | 137,524명 |  |                                          |
| 1979년 | 130,724명 |  |                                          |
| 1982년 | 210,306명 |  | 2년 전(1980년)최고인구 (21만9528명) 기록 |
| 1985년 | 189,366명 |  |                                          |
| 1988년 | 169,455명 |  |                                          |
| 1991년 | 151,421명 |  |                                          |
| 1994년 | 127,590명 |  |                                          |
| 1997년 | 107,358명 |  |                                          |
| 2000년 | 95,381명  |  |                                          |
| 2003년 | 86,577명  |  |                                          |
| 2006년 | 79,830명  |  |                                          |
| 2009년 | 79,046명  |  |                                          |
| 2012년 | 76,496명  |  |                                          |
| 2013년 | 75,362명  |  |                                          |
| 2014년 | 76,053명  |  |                                          |
| 2015년 | 78,843명  |  |                                          |
| 2016년 | 81,108명  |  |                                          |
| 2017년 | 79,626명  |  |                                          |
| 2018년 | 79,148명  |  |                                          |
| 2019년 | 79,192명  |  |                                          |
| 2020년 | 77,282명  |  |                                          |

## 구청
- 현재 대구 중구청은 대구광역시 중구 동인동에 위치해 있다.

## 명소
- 달성공원(대구 달성)
- 동성로
- 동인동 갈비찜 골목
- 대구교동시장
- 대구 약령시
- 서문시장
- 봉산문화거리

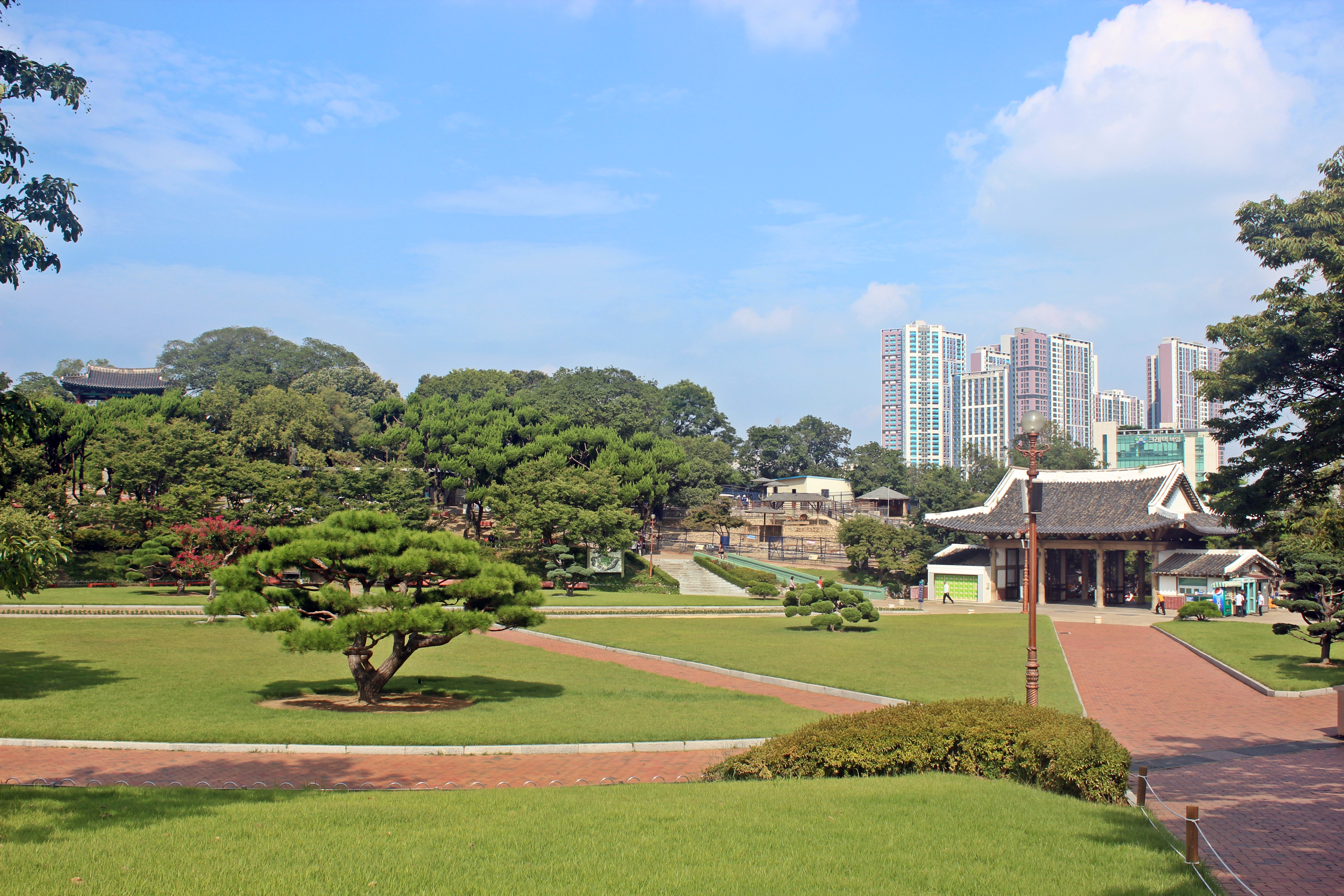
달성공원
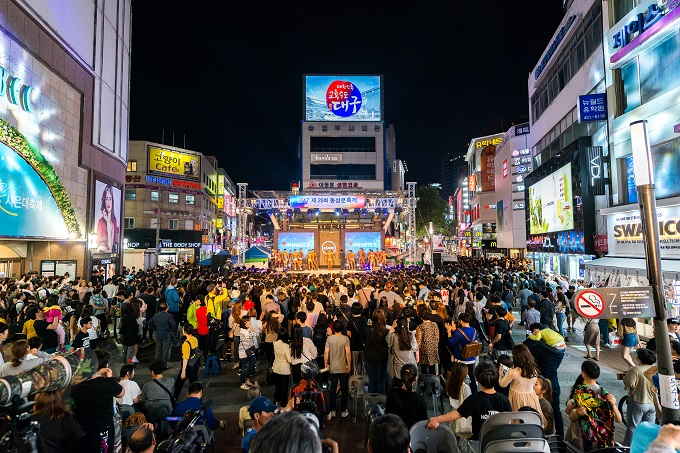
동성로
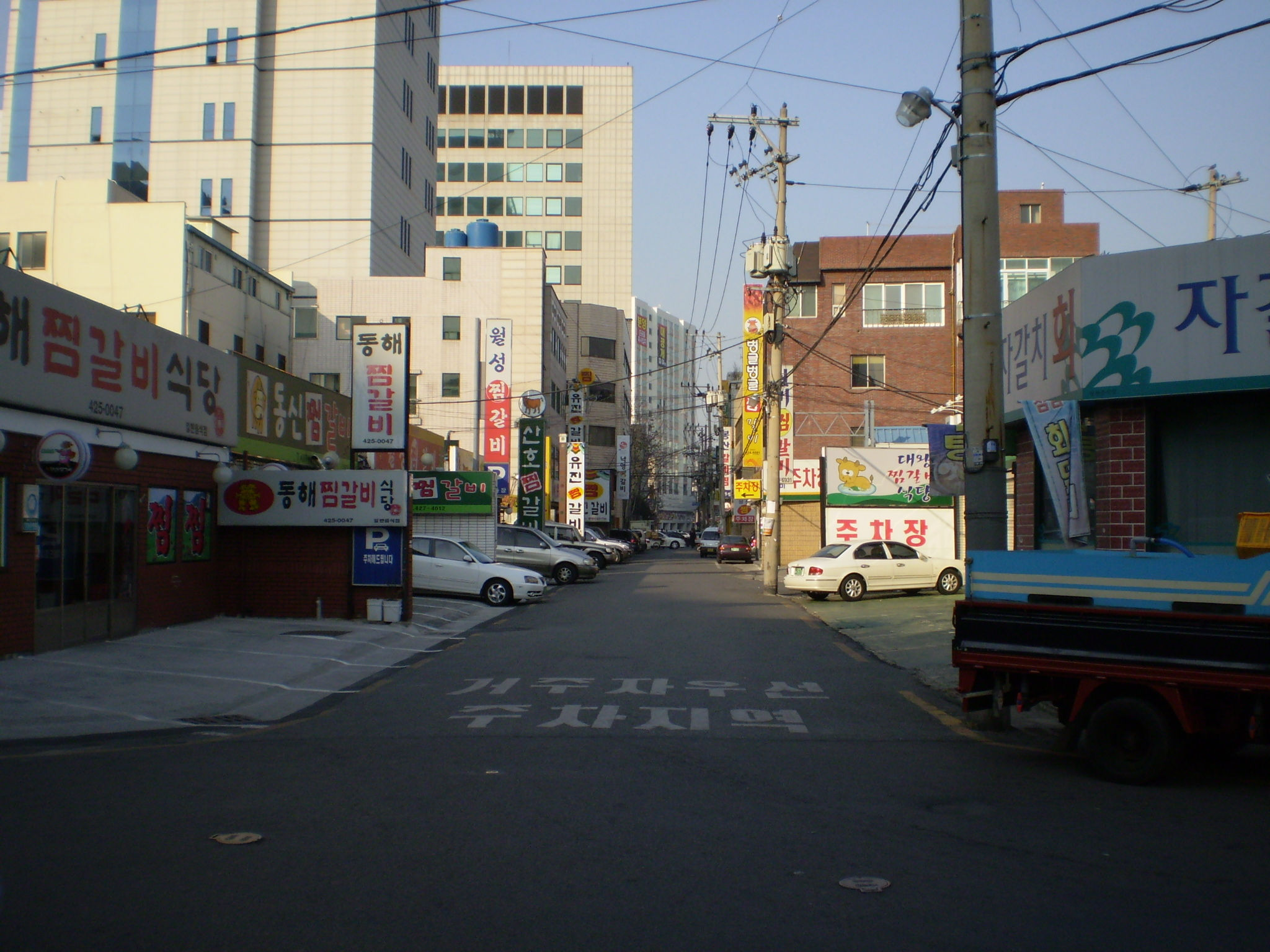
동인동 찜갈비 골목
대구교동시장
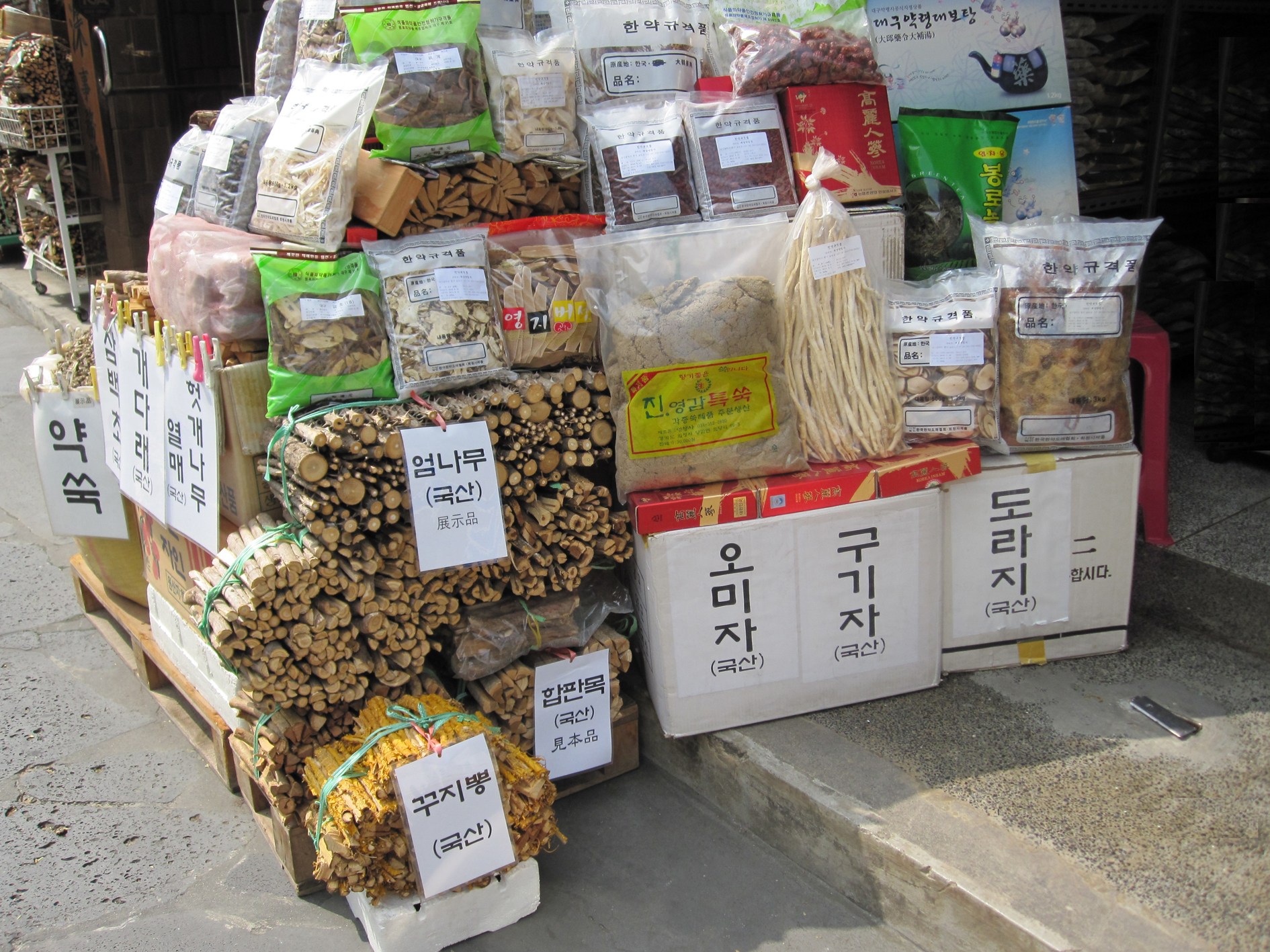
약령시 약재상
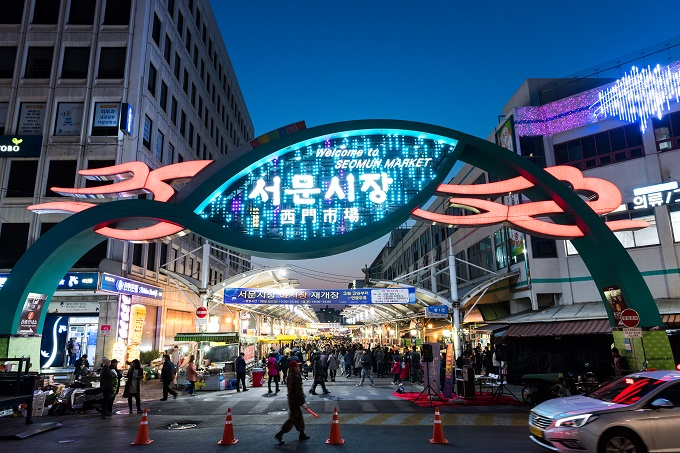
서문시장
봉산문화거리

## 교육 기관
- 국공립대학교

|  | - 경북대학교 의학/치의학전문대학원 |

- 사립대학교

|  | - 대구가톨릭대학교 신학대학 - 계명대학교 의과대학 |

- 고등학교

|  | - 경북공업고등학교 - 경북대학교 사범대학 부설고등학교 - 경북여자고등학교 - 계성고등학교 - 신명고등학교 |

- 평생교육

|  | - 경신정보과학고등학교 |

## 자매 도시
| 지역 & 국가    | 도시           | 도시                              |
| -------------- | -------------- | --------------------------------- |
| 대한민국       | 경상북도       | 청도군                            |
| 대한민국       | 광주광역시     | 동구                              |
| 대한민국       | 충청북도       | 제천시                            |
| 중화인민공화국 | 산둥성(山东省) | 웨이하이시(威海市) 환취구(环翠区) |
| 중화인민공화국 | 허베이성       | 바오딩시(保定市)                  |
| 중화인민공화국 | 허베이성       | 안궈시(安国市)                    |